# Eriocaulon barba-caprae
Eriocaulon barba-caprae là một loài thực vật có hoa trong họ Cỏ dùi trống. Loài này được Fyson mô tả khoa học đầu tiên năm 1921.